# Marian Woźniak
Marian Konrad Woźniak (ur. 2 marca 1936 w Dąbrownicy, zm. 23 marca 1996) – polski polityk, poseł na Sejm PRL IX kadencji, wojewoda siedlecki, członek Biura Politycznego KC PZPR w latach 1982–1988, ambasador PR/RP w Chinach w latach 1988–1990.

## Życiorys
Syn Teodora i Zofii. W 1957 ukończył Wyższą Szkołę Ekonomiczną w Poznaniu. W latach 1957–1961 był pracownikiem Wojewódzkiej Komisji Planowania Gospodarczego w Zielonej Górze, a następnie latach 1961–1965 zajmował stanowisko kierownika w dziale planowania inwestycji Mazowieckich Zakładów Rafineryjnych i Petrochemicznych w Płocku. Od 1967 do 1970 pełnił funkcję przewodniczącego prezydium Miejskiej Rady Narodowej w Płocku. W latach 1970–1973 był zastępcą przewodniczącego Wojewódzkiej Rady Narodowej w Warszawie. W latach 1973–1978 był wicedyrektorem, a następnie dyrektorem zespołu gospodarki terenowej Komisji Planowania przy Radzie Ministrów. Od 1979 do 1981 zajmował stanowisko wojewody siedleckiego. Od 1980, jako członek Komisji do spraw Reformy Gospodarczej, pełnił funkcję przewodniczącego zespołu do spraw administracji i gospodarki terenowej.
Był członkiem organizacji młodzieżowych, w latach 1951–1956 Związku Młodzieży Polskiej, a w latach 1953–1957 Zrzeszenia Studentów Polskich. Od 1960 był członkiem Polskiej Zjednoczonej Partii Robotniczej. W latach 1967–1970 zasiadał w egzekutywie Komitetu Miasta i Powiatu PZPR w Płocku. W 1981 piastował stanowisko I sekretarza Komitetu Wojewódzkiego PZPR w Siedlcach. Od IX Nadzwyczajnego Zjazdu PZPR w lipcu 1981 wchodził w skład Komitetu Centralnego PZPR. 5 czerwca 1982 zastąpił Stanisława Kociołka na stanowisku I sekretarza KW Polskiej Zjednoczonej Partii Robotniczej w Warszawie. Funkcję tę sprawował do 1985. W latach 1982–1988 był członkiem Biura Politycznego KC PZPR (wcześniej, w 1982, zastępcą członka), a w latach 1981–1988 sekretarzem KC PZPR. W 1985 uzyskał mandat posła na Sejm PRL IX kadencji z okręgu Warszawa Wola. Zasiadał w Komisji Nadzwyczajnej do rozpatrzenia projektu ustawy o zmianach w organizacji naczelnych i centralnych organów administracji państwowej.
2 września 1982 na mocy decyzji Biura Politycznego KC PZPR wszedł w skład Komitetu Honorowego uroczystości żałobnych Władysława Gomułki. W lipcu 1984 był członkiem Społecznego Komitetu Obchodów 40-lecia Polski Ludowej w Warszawie. W sierpniu 1984 wszedł w skład Obywatelskiego Komitetu Obchodów 40. Rocznicy Powstania Warszawskiego. Był także członkiem Komisji ds. Rad Narodowych Rady Państwa, członkiem Komisji Reformy Gospodarczej i Polityki Społecznej KC PZPR oraz przewodniczącym Społecznego Komitetu Budowy Centrum Onkologii.
Po odejściu z kierownictwa PZPR, był w latach 1988–1990 ambasadorem PRL/RP w Chinach. Rząd Tadeusza Mazowieckiego odwołał go z tego stanowiska.

## Wybrane odznaczenia
- Krzyż Komandorski Orderu Odrodzenia Polski
- Krzyż Kawalerski Orderu Odrodzenia Polski
- Jubileuszowy Medal 100. Rocznicy Urodzin Georgi Dymitrowa (Bułgaria, 1983)[4]
- Złoty Order „Gwiazda Przyjaźni między Narodami” (Niemcy Wschodnie, 1986)[5]
- Medal jubileuszowy „Czterdziestolecia zwycięstwa w Wielkiej Wojnie Ojczyźnianej 1941–1945” (Związek Radziecki, 1985)[6]